# Xã Hudson, Quận LaPorte, Indiana
Xã Hudson (tiếng Anh: Hudson Township) là một xã thuộc quận LaPorte, tiểu bang Indiana, Hoa Kỳ. Năm 2010, dân số của xã này là 1.883 người.